# Daniel Eulenbeck d. J.

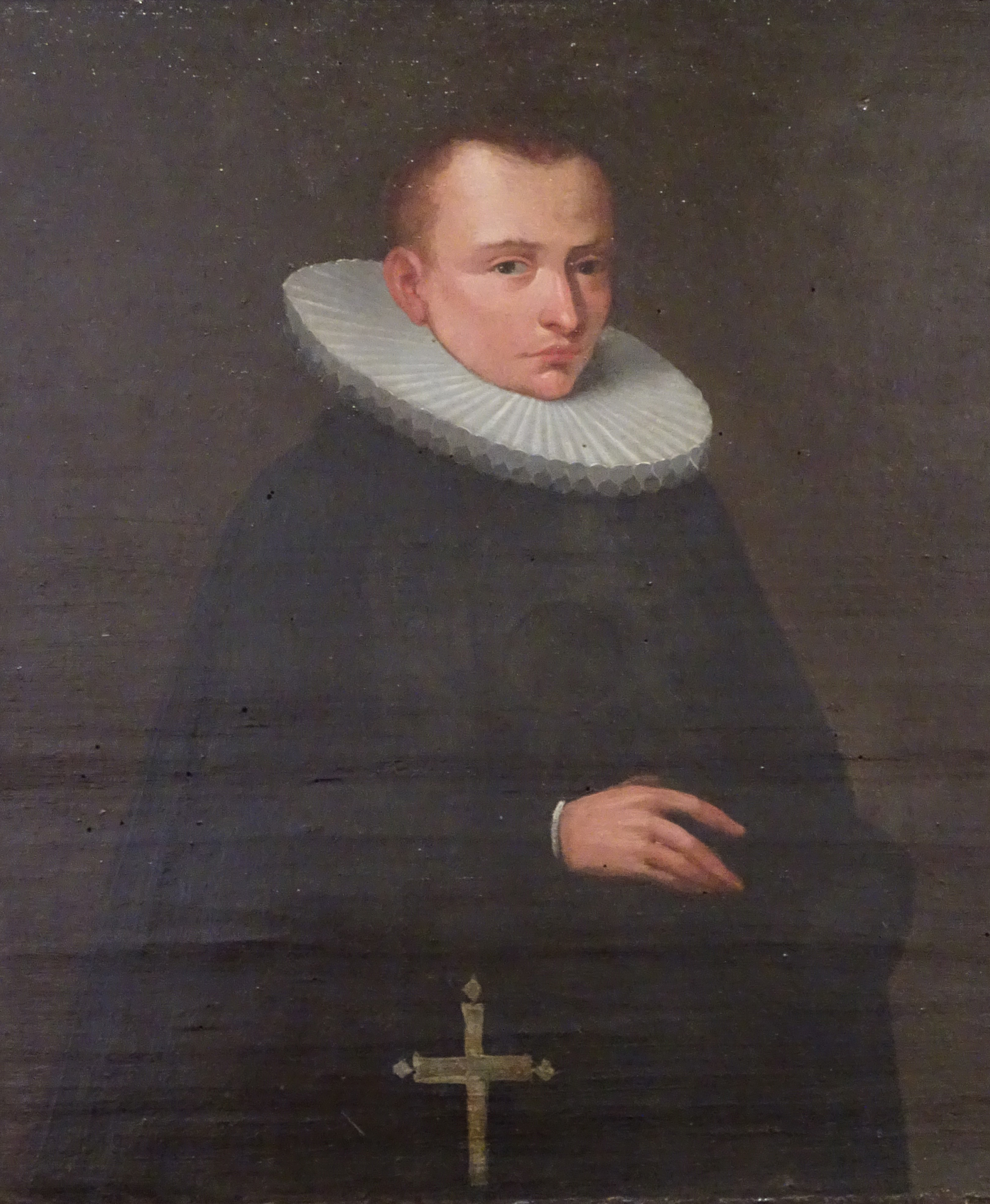
Daniel Eulenbeck, Porträt von der Predella seines Epitaphs

Daniel Eulenbeck d. J. (* 25. April 1570 in Dresden; † 26. Oktober 1587 in Leipzig) war ein Student an der Universität Leipzig. Seine Eltern errichteten ihm zu Ehren ein Epitaph, das in der Universitätskirche St. Pauli zu Leipzig zu sehen ist.

## Leben
Daniel Eulenbeck wurde als Sohn des Churfürstlich Sächsischen Hofrats Wolfgang Eulenbeck und der Ursula von Sode, verw. Lindemann geboren. Sein Vorname Daniel stellt dabei einen Bezug zu seinem Onkel Daniel Eulenbeck dar.
Im Wintersemester 1584/85 begann er ein Studium an der Universität Leipzig. Am 25. Oktober des Jahres 1587 nahm er an den Feierlichkeiten anlässlich der Hochzeit von Christoph Sigismund von Bila teil und stürzte dort eine Treppe hinunter. Er starb am nächsten Tag an den Folgen dieses Unfalls. Am 28. Oktober wurde er in der Universitätskirche St. Pauli zu Leipzig beigesetzt. Zu Ehren ihres einzigen Sohnes ließen seine Eltern drei Gedächtnismale errichten; außer einer Grabplatte und einer lebensgroßen Statue, die bei der Sprengung der Universitätskirche St. Pauli zu Leipzig vernichtet wurden, hat sich jedoch allein ein repräsentatives Gemälde-Epitaph erhalten.

## Epitaph

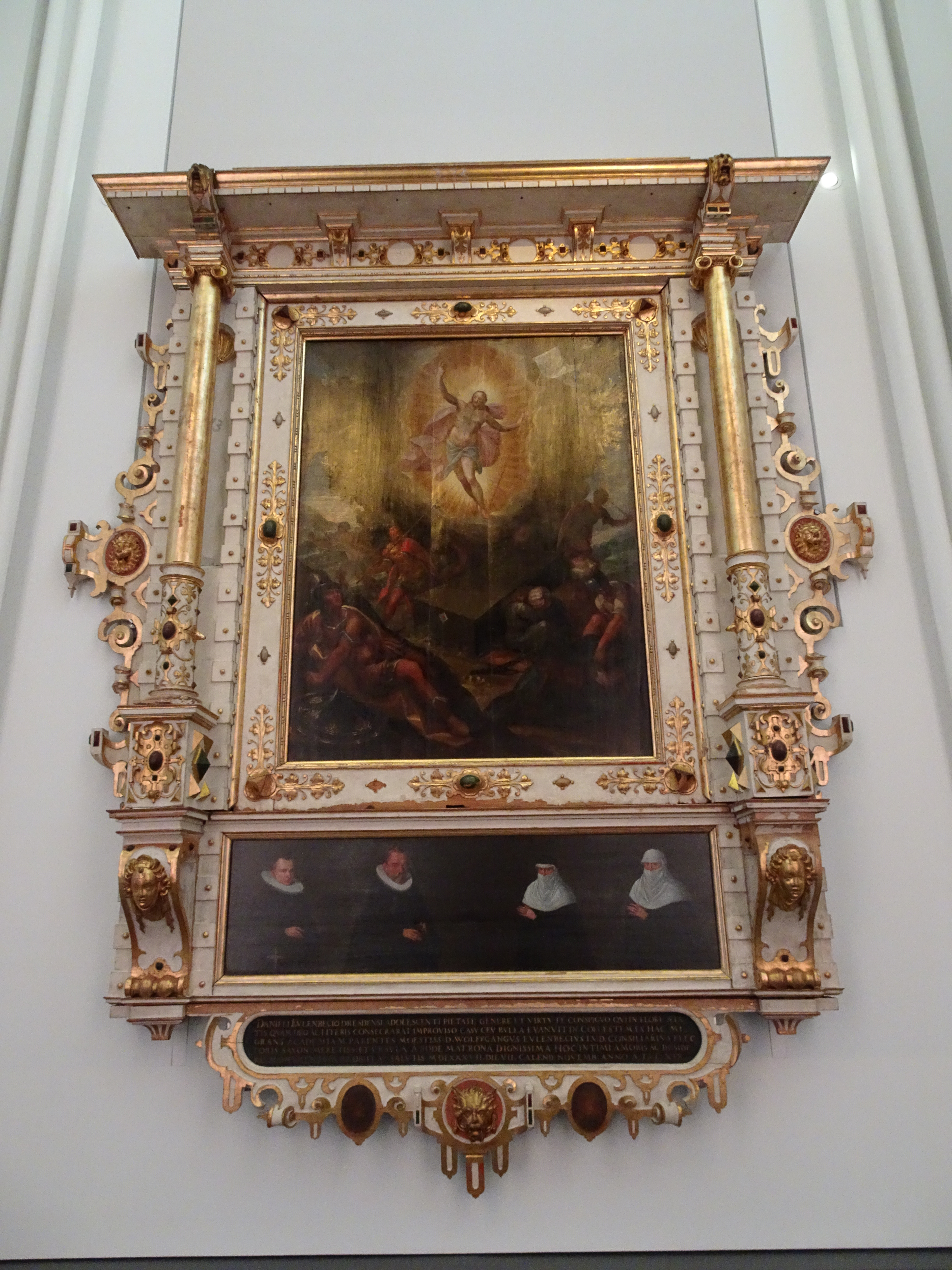
Epitaph für Daniel Eulenbeck

Das prachtvolle Renaissance-Epitaph zeigt in der Haupttafel eine Auferstehungsszene, in der Predella die Stifterfamilie (v.l.n.r Daniel Eulenbeck, seinen Vater Wolfgang, die Mutter sowie seine jüngere Schwester Katharina) sowie eine Inschriftentafel. Die Gemälde sind von einer weiß-golden gefassten Schnitzarchitektur mit Beschlagwerkornamenten, Löwenmasken und Puttenköpfen eingefasst. Die Haupttafel stammt von Jan de Perre, die Rahmung von Valentin Silbermann. Das Epitaph befand sich bis 1895 im Nordchor der Universitätskirche und wurde 1896 auf die Nordwand des Südchores umgesetzt. Daran knüpft der heutige Standort, die Nordwand des südlichen Seitenschiffs, an. Ein gleichartiges Epitaph befand sich bis zum Siebenjährigen Krieg in der Dresdner Kreuzkirche, dem Wirkungsort seines Vaters.